# Wonderlustre
Albums de Skunk Anansie
Post Orgasmic Chill
(1999) Black Traffic
(2012)
Singles
1. My Ugly Boy
Sortie : 15 août 2010
2. Talk Too Much/Over the Love
Sortie : 8 novembre 2010
3. You Saved Me
Sortie : 24 janvier 2011

Wonderlustre est le cinquième album studio du groupe britannique de rock alternatif Skunk Anansie sorti le 13 septembre 2010 sur le label V2 Records.

## Liste des chansons
| No  | Titre                             | Durée |
| --- | --------------------------------- | ----- |
| 1.  | God Loves Only You                | 3:48  |
| 2.  | My Ugly Boy                       | 3:27  |
| 3.  | Over the Love                     | 3:27  |
| 4.  | Talk Too Much                     | 3:20  |
| 5.  | The Sweetest Thing                | 3:38  |
| 6.  | It Doesn't Matter                 | 2:46  |
| 7.  | You're Too Expensive for Me       | 2:29  |
| 8.  | My Love Will Fall                 | 3:56  |
| 9.  | You Saved Me                      | 3:38  |
| 10. | Feeling the Itch                  | 3:06  |
| 11. | You Can't Always Do What You Like | 3:31  |
| 12. | I Will Stay But You Should Leave  | 3:58  |

## Interprètes
- Skin (Deborah Dyer) : chant
- Ace (Martin Ivor Kent): guitare
- Cass (Richard Keith Lewis): basse
- Mark Richardson : batterie, percussions